# Aeroportul Internațional General Enrique Mosconi
Aeroportul Internațional General Enrique Mosconi (IATA: CRD, ICAO: SAVC) este un aeroport din Provincia Chubut, Argentina ce deservește zona Comodoro Rivadavia. Aeroportul a fost tranzitat în decembrie 2022 de 46.451 de pasageri. A fost numit după Enrique Mosconi⁠(d).
Situat la o altitudine de 57 m, aeroportul dispune de o singură pistă. Este operat de Aeropuertos Argentina⁠(d).